# Station Kyoto Shiyakusho-mae
Station Kyoto Shiyakusho-mae (京都市役所前駅, Kyoto Shiyakusho-mae-eki) is een metrostation in de wijk Nakagyō-ku in de Japanse stad  Kyoto. Het wordt aangedaan door de Tōzai-lijn. Het station heeft twee sporen, gelegen aan een enkel eilandperron.

## Treindienst

### Metro van Kyoto
Het station heeft het nummer T12.
| 1 | ■ Tōzai-lijn | richting Karasuma Oike, Uzumasa Tenjingawa |
| 2 | ■ Tōzai-lijn | richting Misasagi, Yamashina en Rokujizō   |

## Geschiedenis
Het station werd in 1997 geopend.

## Overig openbaar vervoer
Bussen 3, 4, 10, 15, 17, 32, 37, 51, 59 en 205. Daarnaast zijn er nog andere bushaltes in de buurt van de stationsuitgangen.

## Stationsomgeving
- Stadhuis van Kyoto
- Honnō-tempel
- Ruïnes van de Ikedaya
- Takase-rivier
- Zest Oike (ondergronds winkelcentrum)
- Teramachi-winkelpromenade
- Okura Hotel Kyoto
- Kyoto Royal hotel
- Hotel Alpha Kyoto
- FamilyMart

Rokujizō · Ishida · Daigo · Ono · Nagitsuji · Higashino · Yamashina · Misasagi · Keage · Higashiyama · Sanjō Keihan · Kyoto Shiyakusho-mae · Karasuma Oike · Nijōjō-mae · Nijō · Nishiōji Oike · Uzumasa Tenjingawa